# Мияги, Тёдзюн
Тёдзюн Мияги (яп. 宮城 長順, 25 апреля 1888 — 8 октября 1953) — выдающийся окинавский мастер боевых искусств, основатель стиля каратэ Годзю-рю. Ученик Канрё Хигаонны.

## Биография
Тёдзюн Мияги родился в обеспеченной аристократической семье в районе Хига-Мати города Наха и от природы был крепким мальчиком, отличавшимся буйным нравом.
Настоящее окинавское имя мастера было «Миягусуку», а имя Мияги — его японизированный вариант. Это имя принял Тёдзюн после того, как в 1928 году перебрался в Японию.
В 1899 году, в возрасте одиннадцати лет мать отдала мальчика мастеру туди-дзюцу (англ. Tode-jutsu, To-de) Рюко Арагаки (иногда указывается возраст 9 лет). По утверждению Морио Хигаонны, главы Международной Федерации Окинавского Годзю-рю каратэ-до, в додзё Аракаки Мияги занимался укреплением своего тела и работал с макиварой, тиси, нигири-гамэ и другими приспособлениями.
В 14 лет Аракаки предложил Канрё Хигаонне, с которым был в дружеских отношениях, взять Мияги в ученики, что было для последнего большой честью.
Став учеником Хигаонны, Мияги первое время занимался только работами по дому и саду — таково было первое испытание для учеников Хигаонны.
Тренировки в додзё Хигаонны были суровыми и Мияги уставал настолько, что порой не мог подняться по лестнице на второй этаж, где находилась его комната, и ночевал в коридоре на полу…
В 1904 году Мияги вместе с Хигаонной отправился в Китай, где он попал в ту же школу, где ранее обучался сам Хигаонна. Во второй раз Мияги направился в Китай в 1915 году и пробыл там до 1917 года, а после возвращения на Окинаву стал инструктором в полицейском тренировочном центре и в городской коммерческой школе.
В 1926 году Мияги создал «Окинава каратэ дзюцу кэнку кай» — «Ассоциацию окинавского искусства каратэ». В качестве руководителя Ассоциации в 1928 году Тёдзюн Мияги был приглашён в Японию создателем клуба каратэ при университете Рицумэйкан Гогэном Ямагути. В Японии Мияги стал преподавать каратэ в императорском университете в Киото, затем в Кансайском университете, а позже — в университете Рицумэйкан. Именно тогда Мияги реформировал боевое искусство, которому его учил Хигаонна и назвал его «каратэ Годзю-рю». Сам Ямагути стал учеником Мияги, а потом и преемником школы Годзю-рю в Японии.
В 1934 году Мияги стал постоянным представителем Окинавы в «Дай Ниппон Бутокукай». Благодаря его деятельности каратэ было официально признано одним из видов боевых искусств Японии. В январе 1936 года в своей лекции «Размышления о каратэ-до» Мияги сказал: «Времена закрытого обучения технике каратэ миновали, наступило время политики открытых дверей. Будущее каратэ представляется весьма многообещающим. Я уверен в том, что необходимо отказаться от политики секретности вокруг каратэ на Окинаве, и мы должны открыть это искусство для всего мира». В том же году Министерством образования Японии Мияги был награждён медалью «За выдающиеся достижения в боевых искусствах», а в 1937 году ему — первому из окинавских мастеров — присвоена степень «Кёси» (наставник) от «Дай Ниппон Бутокукай».
Вступление в 1936 году мастеров с Рюкю во всеяпонскую федерацию воинских искусств обозначило новую стадию развития каратэ — как вида спорта и метода совершенствования личности. В это время направления, представляемые различными мастерами, получил свои названия. Мияги назвал свой стиль «Годзю-рю» — «Школа твёрдого и мягкого», так как любил приводить изречение, записанное в одной из китайских книг: «Хо ва годзю тондосу» («способ вдоха и выдоха есть мягкое и твёрдое»).
Тёдзюн Мияги умер 8 октября 1953 года после второго инфаркта. Умирая, он сказал жене: «Я хотел прожить дольше и доказать, что те, кто занимаются Наха-тэ, могут прожить не меньше приверженцев Сюри-тэ». Он намеревался своим примером опровергнуть мнение о том, что каратисты, практикующие Годзю-рю, надрывают своё здоровье.

## Стиль и тренировки Мияги
Будучи традиционалистом, Хигаонна настаивал на том, что боевым искусствам нужно учиться на их родине — в Китае, и Мияги, проучившийся там несколько лет, к 1917 году был носителем именно китайской боевой традиции — ушу. Среди окинавских мастеров, создавших в Японии школы каратэ, Мияги был единственным, кто обучался в Китае. Он был официально признан китайскими мастерами как продолжатель «истинной передачи» ушу.
После смерти Хигаонны Мияги начал кодифицировать и упорядочивать свою технику.
В основу обучения Мияги положил отработку традиционных ката, однако эти ката значительно отличались от тех, что преподавали Мацумура, Азато и Итосу, и на которых базировалось их направление Сёрин-рю.
После первой поездки в Китай Мияги постоянно отрабатывал лишь два основных ката — Тэнсё и Сантин, в основе которых лежали достаточно простые удары и круговые блоки, сложная дыхательная работа и особые методы концентрации сознания.
Так же есть сведения о ката Фукю, которые, видимо, Мияги создал на основе коротких связок ушу. В настоящее время в точности никому неизвестно, как конкретно выглядели эти ката. Существует несколько их вариантов в различных школах Годзю-рю, причем каждая утверждает их «абсолютную истинность». Многие предполагают, что возможно стабильной формы у Фукю не было вообще, а под этим названием у Мияги фигурировали просто короткие базовые связки.
Под воздействием китайских школ ушу Мияги ввёл в практику проведение учебных свободных поединков в полный контакт, перед началом которых оба партнера оговаривают, какую конкретно технику будут применять.
Будучи очень сильным и хорошо физически развитым человеком, Мияги предпочитал принимать удары на тело вместо того, чтобы блокировать их. Следуя традиции Хигаонны, Мияги советовал ставить блоки только от ударов в голову, шею и пах. При этом Мияги утверждал, что удар на тело можно принимать не столько благодаря мощному мышечному покрову, сколько умению использовать свою внутреннюю энергию «ки» и отбирать её у противника.
Мияги тренировался с большим упорством и рвением, из-за чего часто производил странное впечатление. Он мог, например, идя по улице, ударяться плечами о каменные стены, нарабатывая тем самым нечувствительность к ударам и крепость мышц. Также он мог, ни с того ни с сего, упасть на мостовую, проверяя свою страховку при падении.
Ката Сантин Мияги отрабатывал на берегу моря, стремясь своим дыханием заглушить шум ветра и волн.
Марк Бишоп в своей книге «Окинавское каратэ» приводит мнение, что практика Годзю-рю, включающая частую отработку ката Сантин, может привести к развитию гипертонии и мастера старше 50 лет часто испытывают трудности с поднятием рук выше уровня плеч. Однако, вероятно, такая точка зрения кроме как в книге Бишопа более нигде не встречается и частично опровергается тем фактом, что многие известные мастера Годзю-рю прожили относительно долгую жизнь, продолжая активные тренировки до самой старости: Хига Сэйко (1898—1966, 68 лет), Яги Мэйтоку (1911—2002, 91 год), Миядзато Эйити (1921—1999, 78 лет), Тогути Сэйкити (1917—1999, 82 года).

## Ученики Мияги
Авторитет Мияги был очень высок, поэтому многие хотели быть его учениками, однако сам мастер был достаточно разборчив и считал своими настоящими учениками не более десятка человек, а ближайшими последователями назвал за всю жизнь лишь нескольких: Яги Мэйтоку, Миядзато Эити, Хига Сэйко, Томоёзэ (позже они стали патриархами окинавской ветви Годзю-рю), а также японца Гогэна Ямагути, который стал патриархом Годзю-рю в Японии. Ямагути писал о своём учителе: «Я никогда не встречал человека столь замечательного, как Мияги-сэнсэй. Спокойный на вид, но обладавший невероятной силой. Он тренировался очень упорно, поэтому его тело было прекрасно развито. Наши тренировки в то время сводились, в основном, к дыхательным упражнениям, практике ката и набивке предплечий».